# Hàu lá
Hàu lá (danh pháp: Saccostrea cucullata) là loài thân mềm hai mảnh vỏ phân bố ở vùng biển Thái Bình Dương và Ấn Độ Dương. Loài này được nhà khoa học người Séc Ignaz von Born mô tả đầu tiên vào năm 1778.

## Hình ảnh

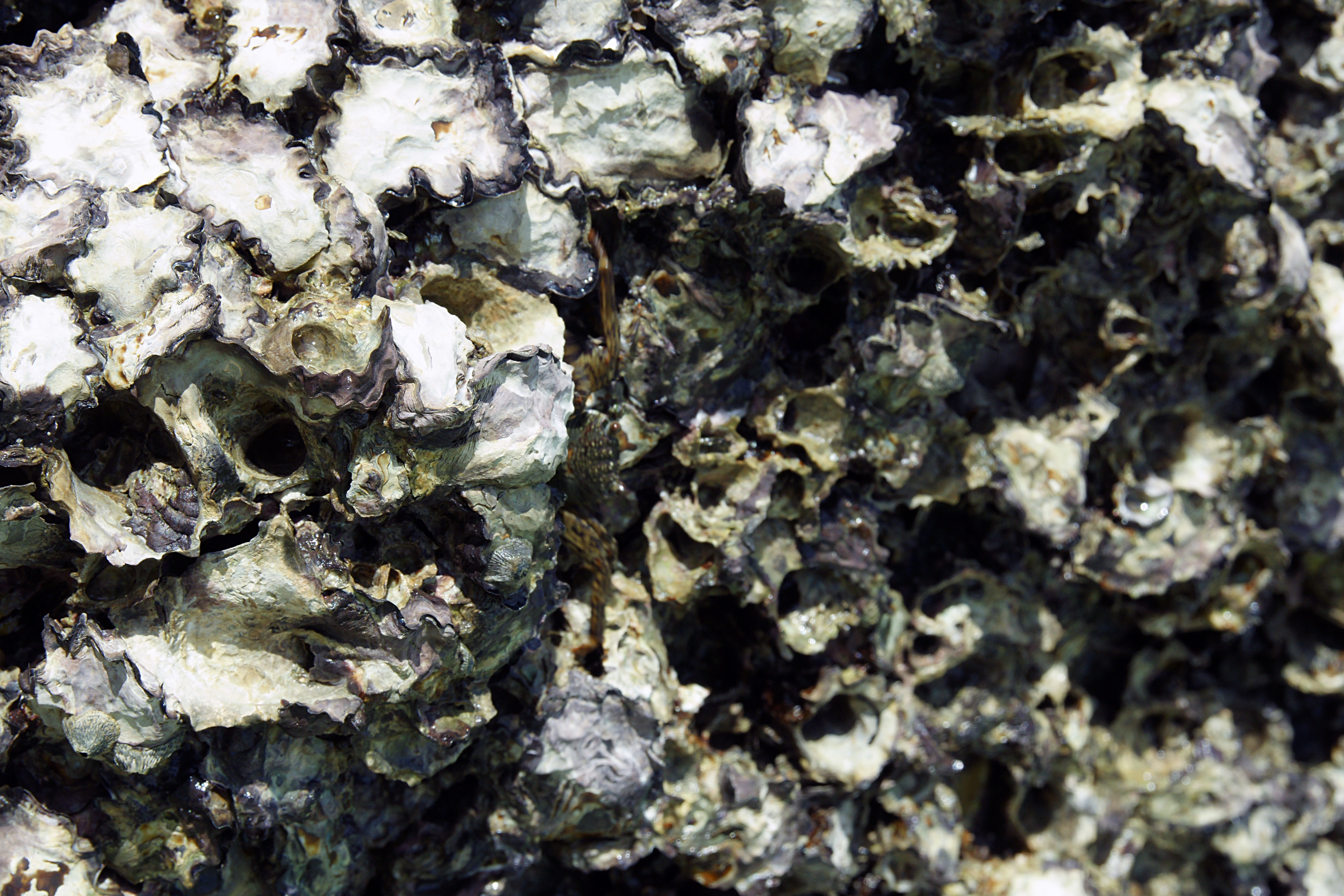